# Grotta del Fico
La grotta del Fico sono delle grotte litoranee situate nel territorio del comune di Baunei nella parte orientale della Sardegna; più precisamente tra le spiagge di cala Mariolu e cala Biriala. 
Le grotte in passato erano frequentate dalla foca monaca, gli ultimi avvistamenti risalgono alla fine degli anni '80. 
La parte nota per ora è di 3.200 metri. Le grotte sono aperte a visite guidate dal 2003. E solo 890 metri sono visibili dai visitatori.

## Galleria d'immagini

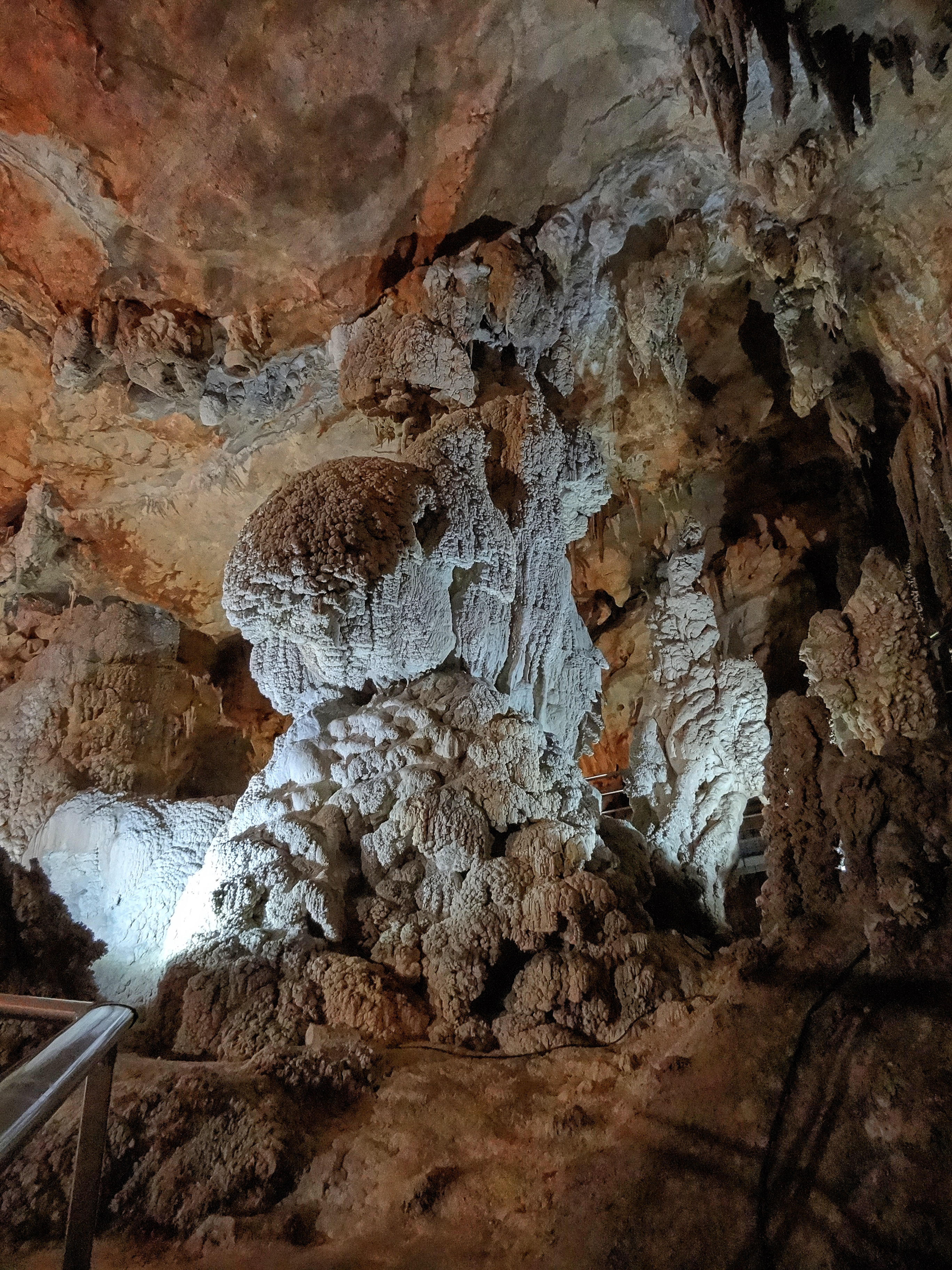
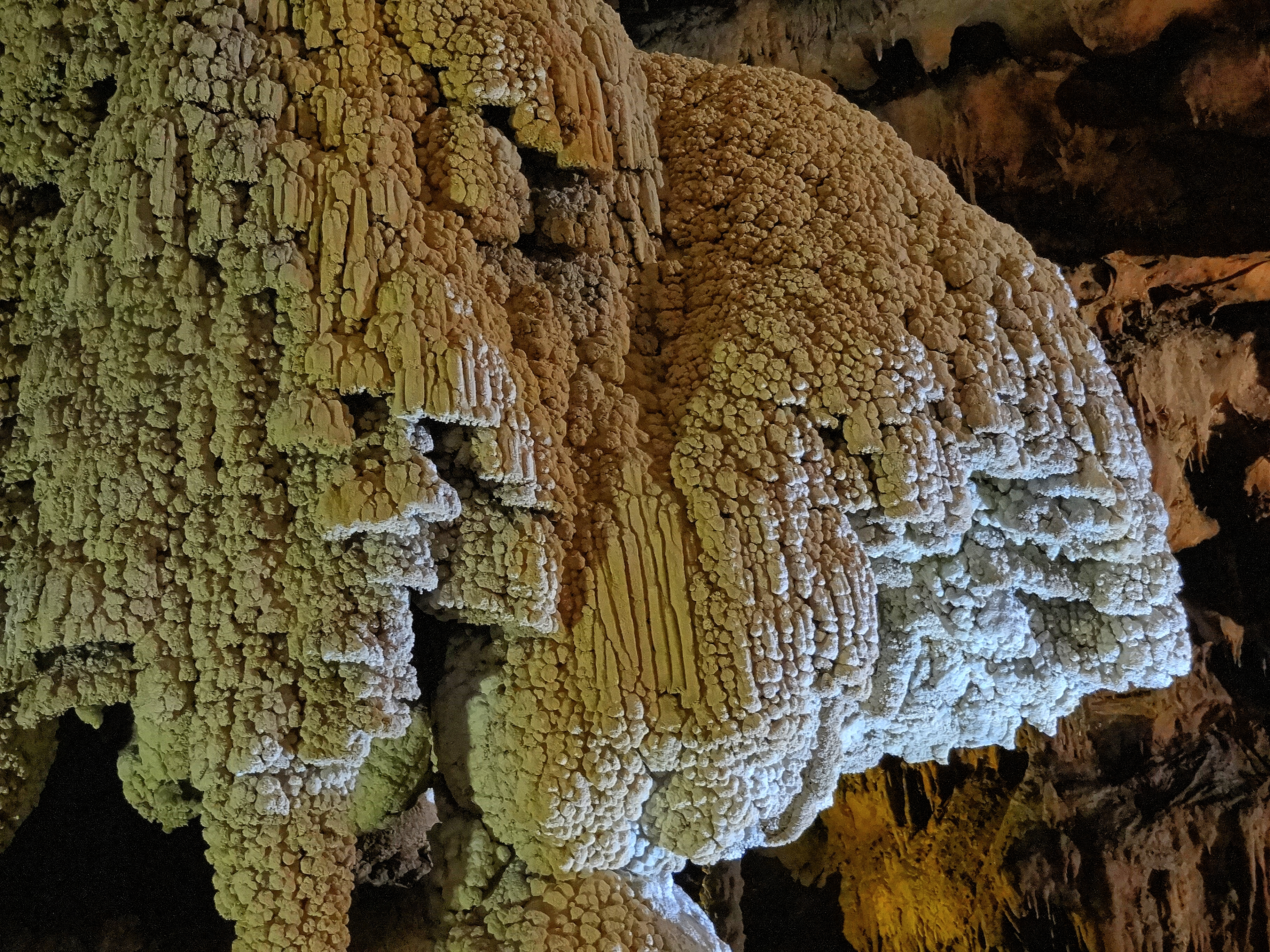
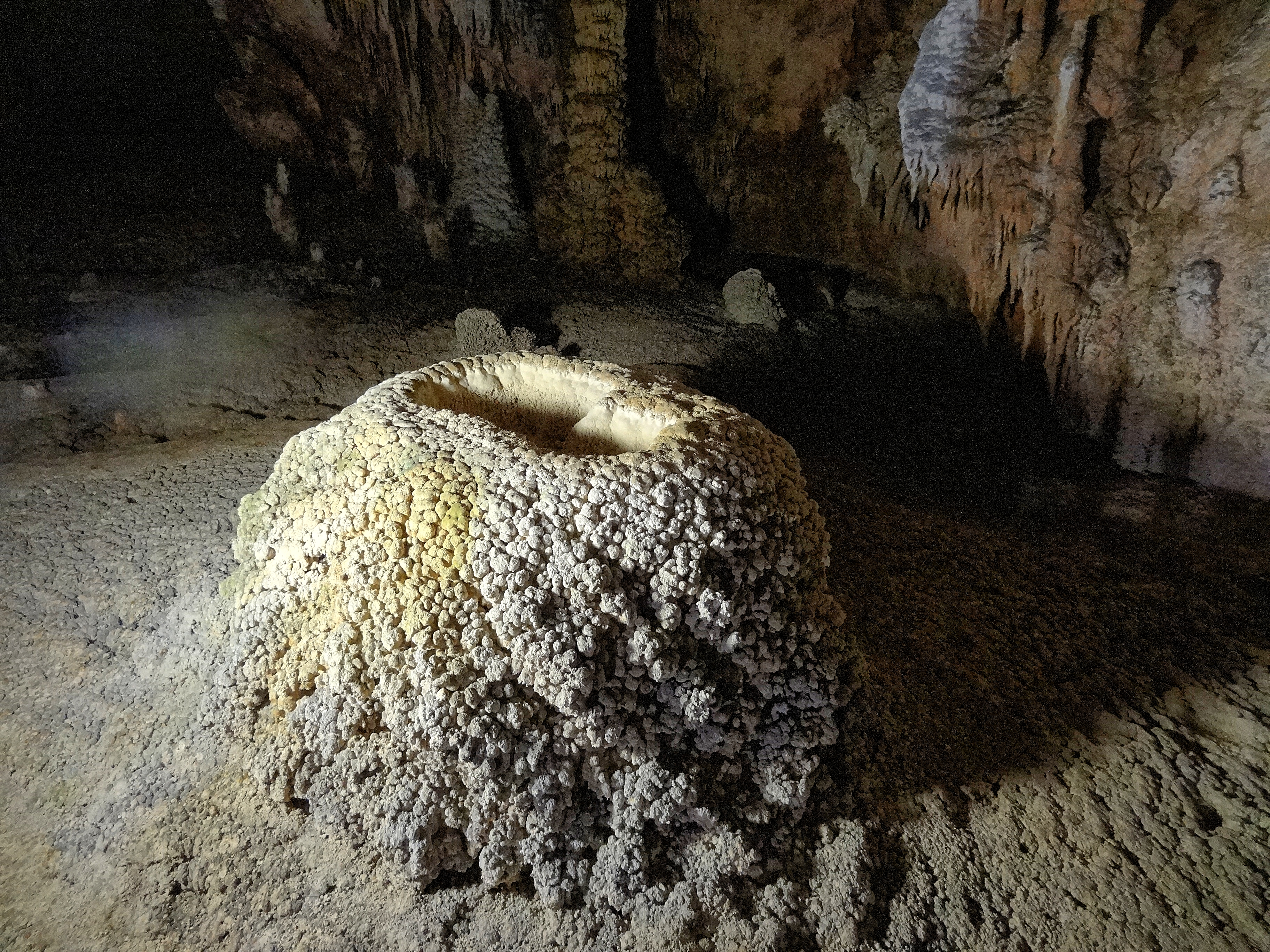
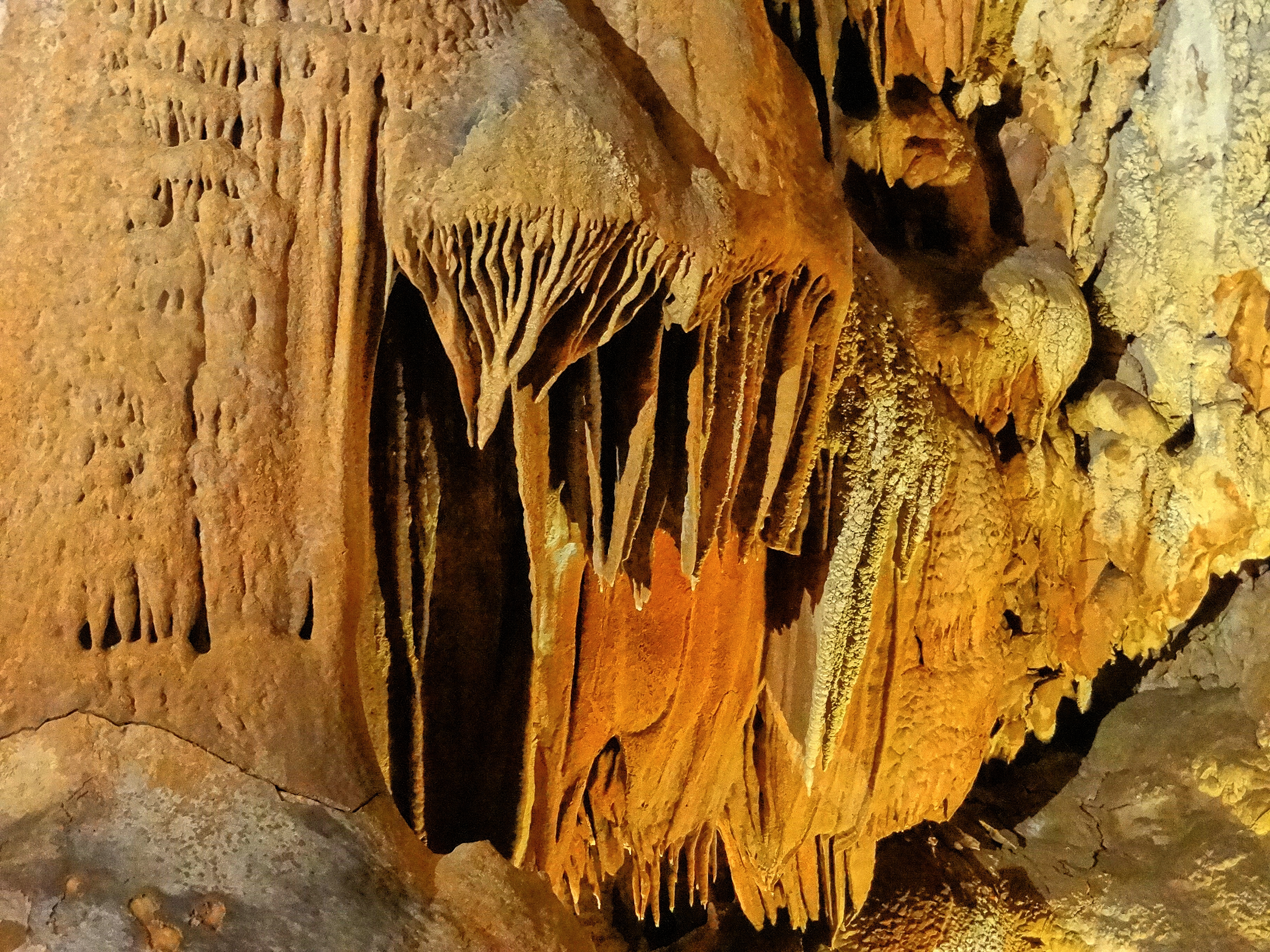
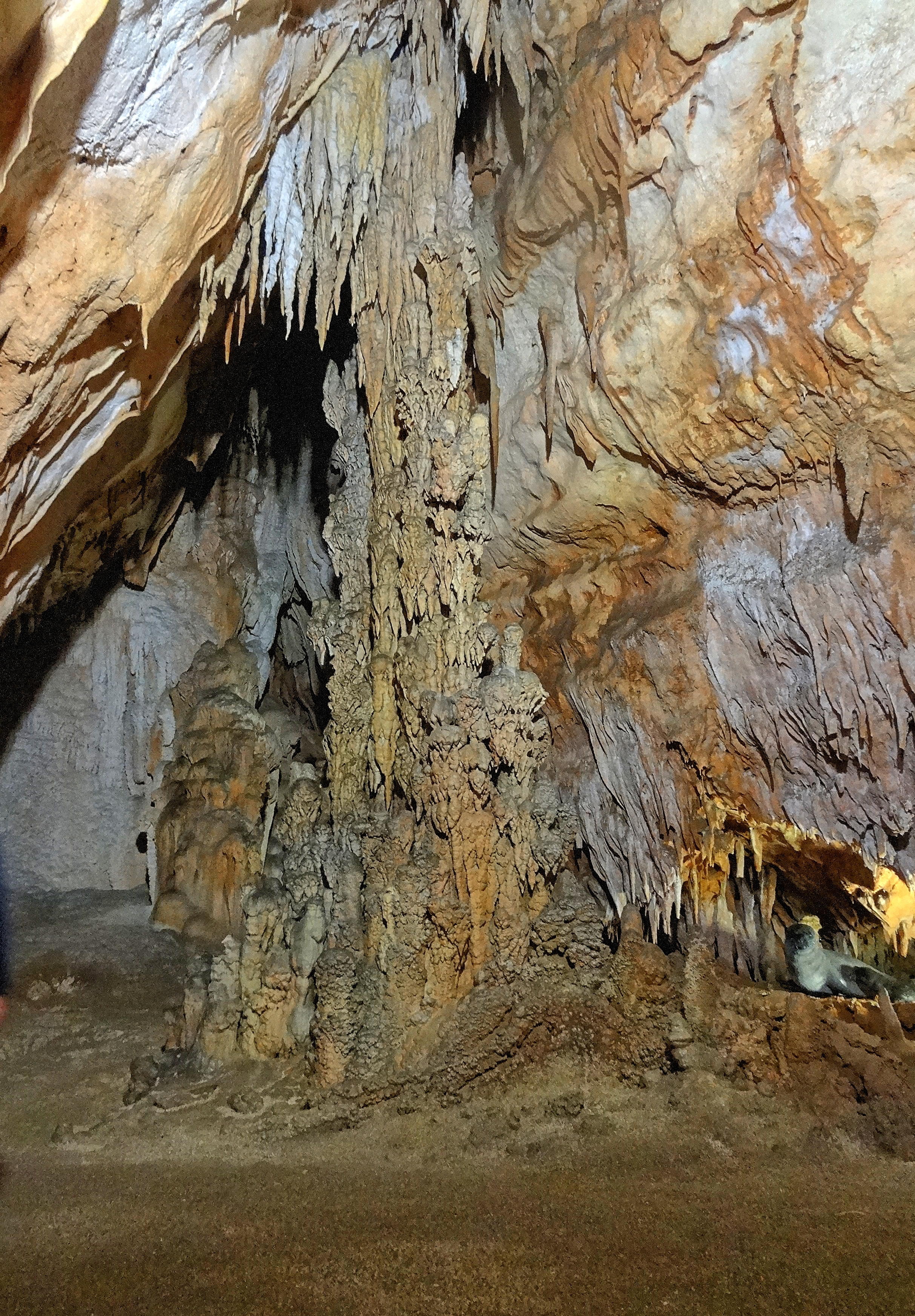
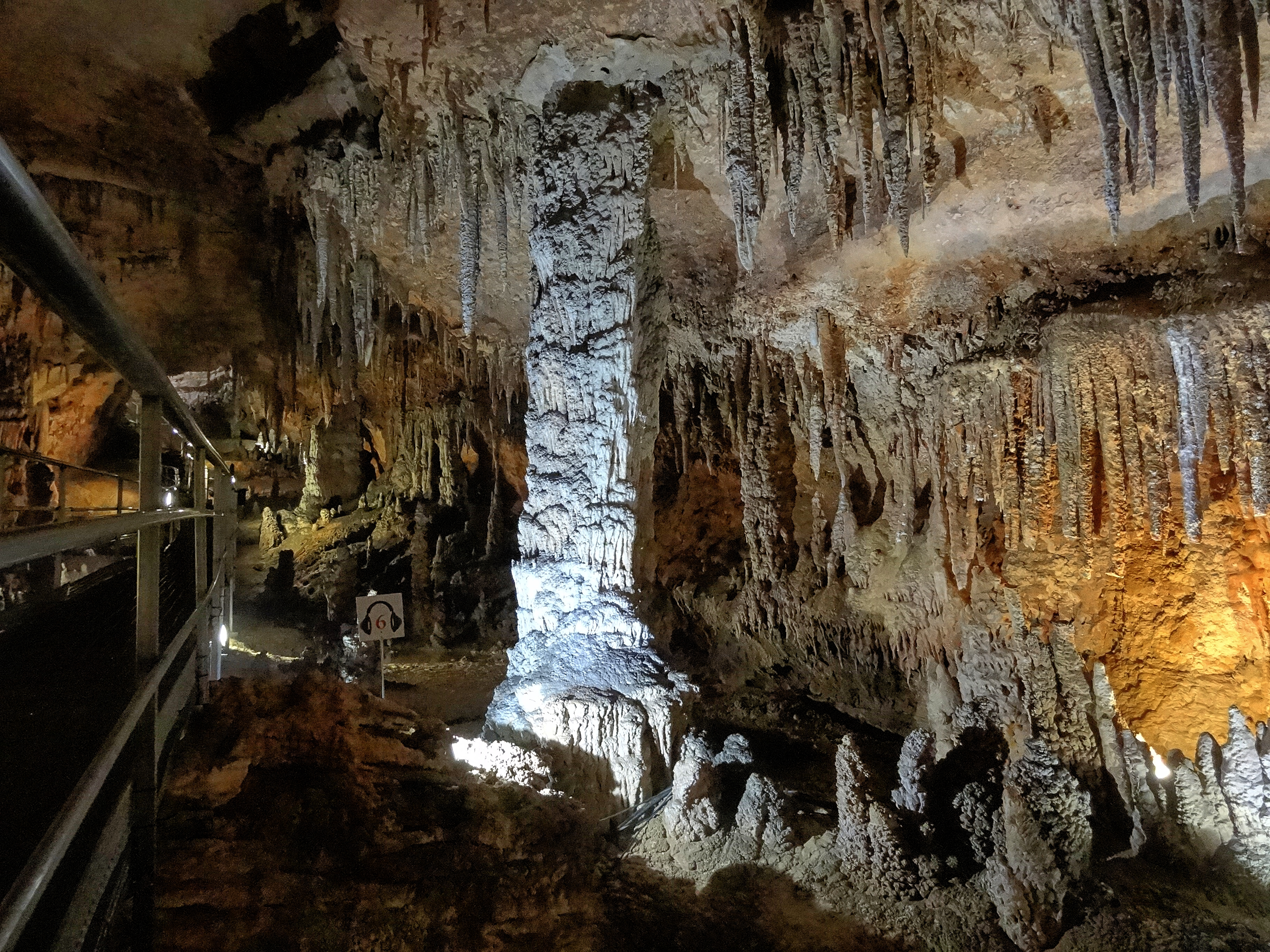
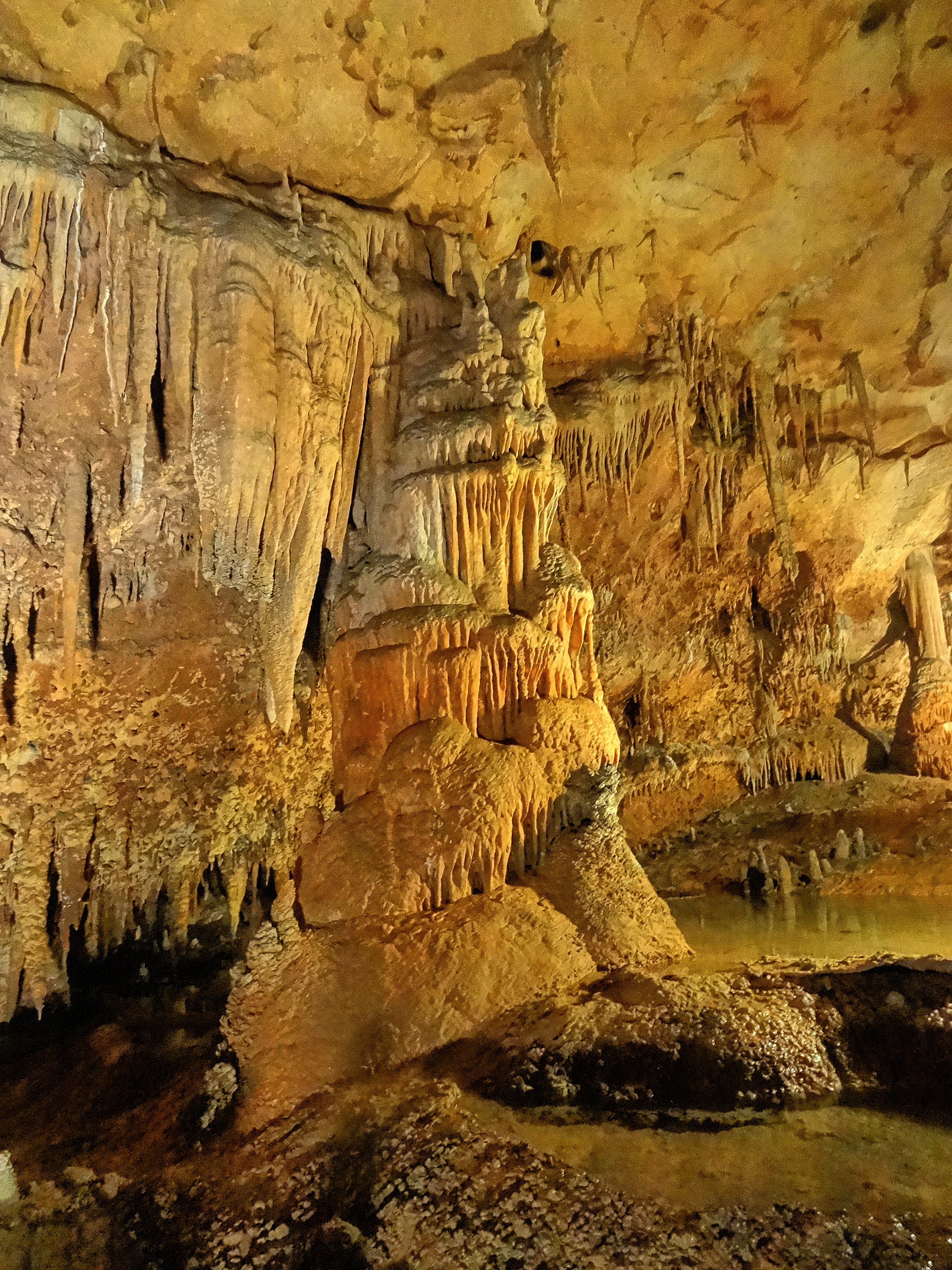
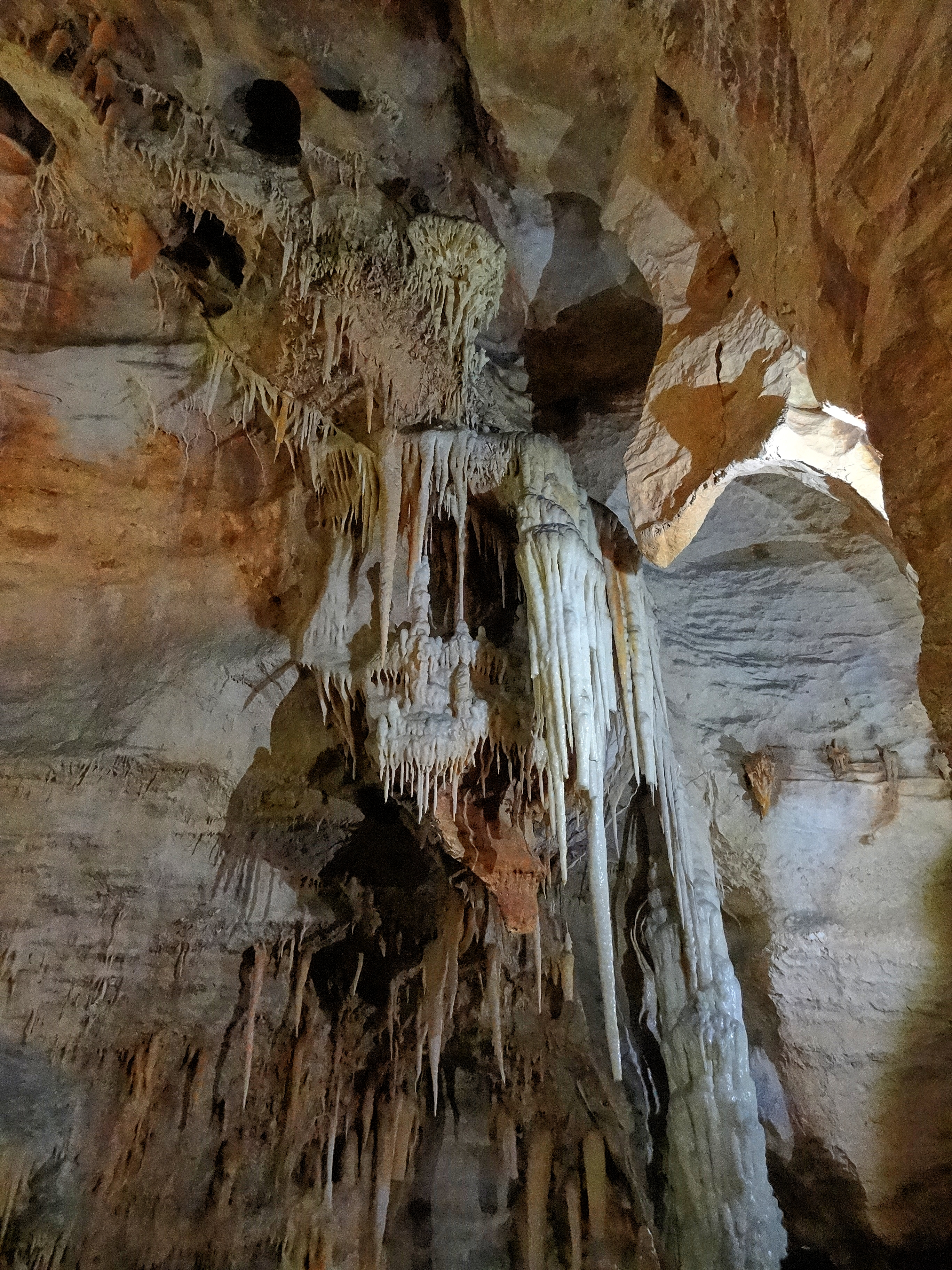
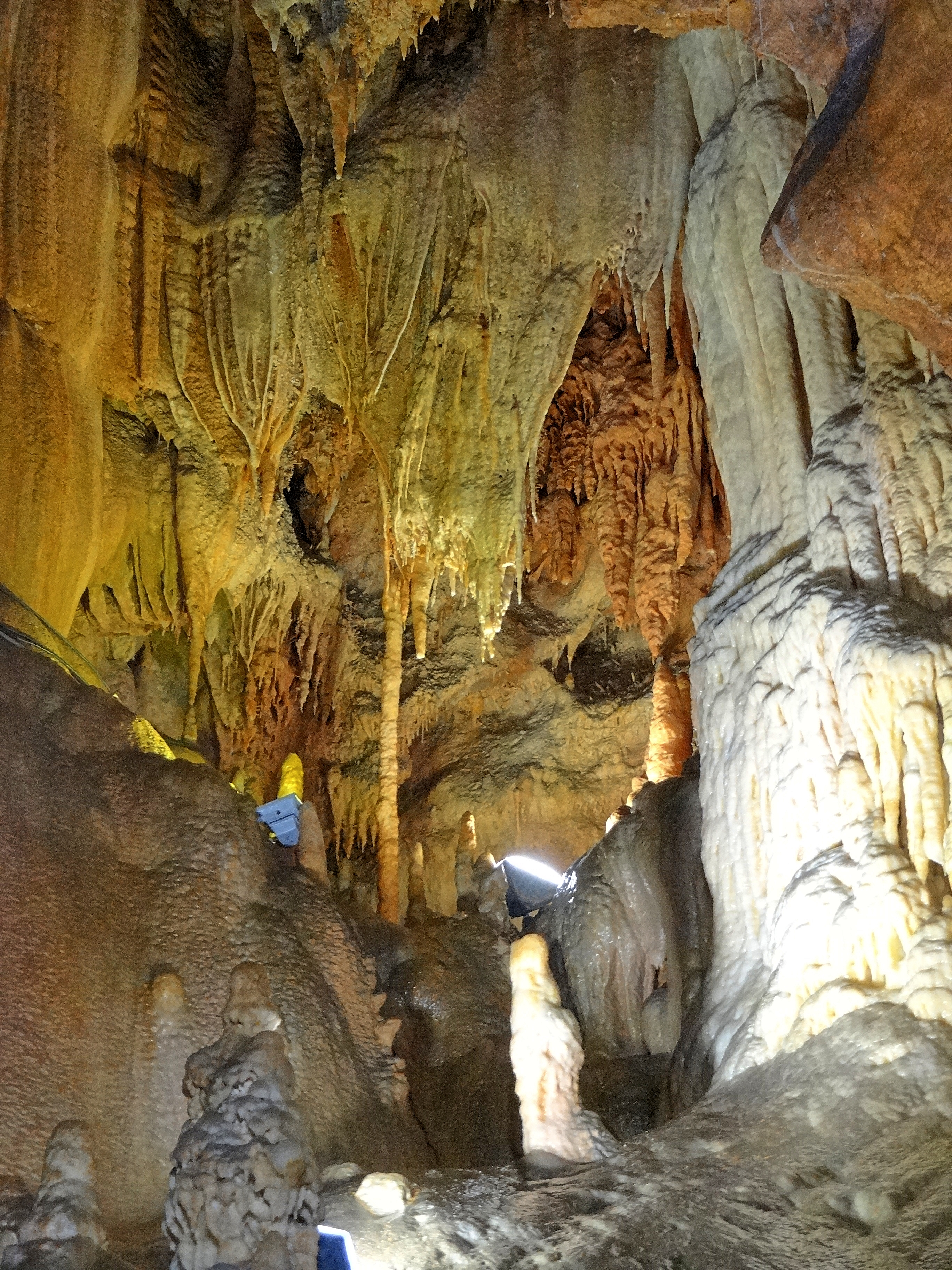
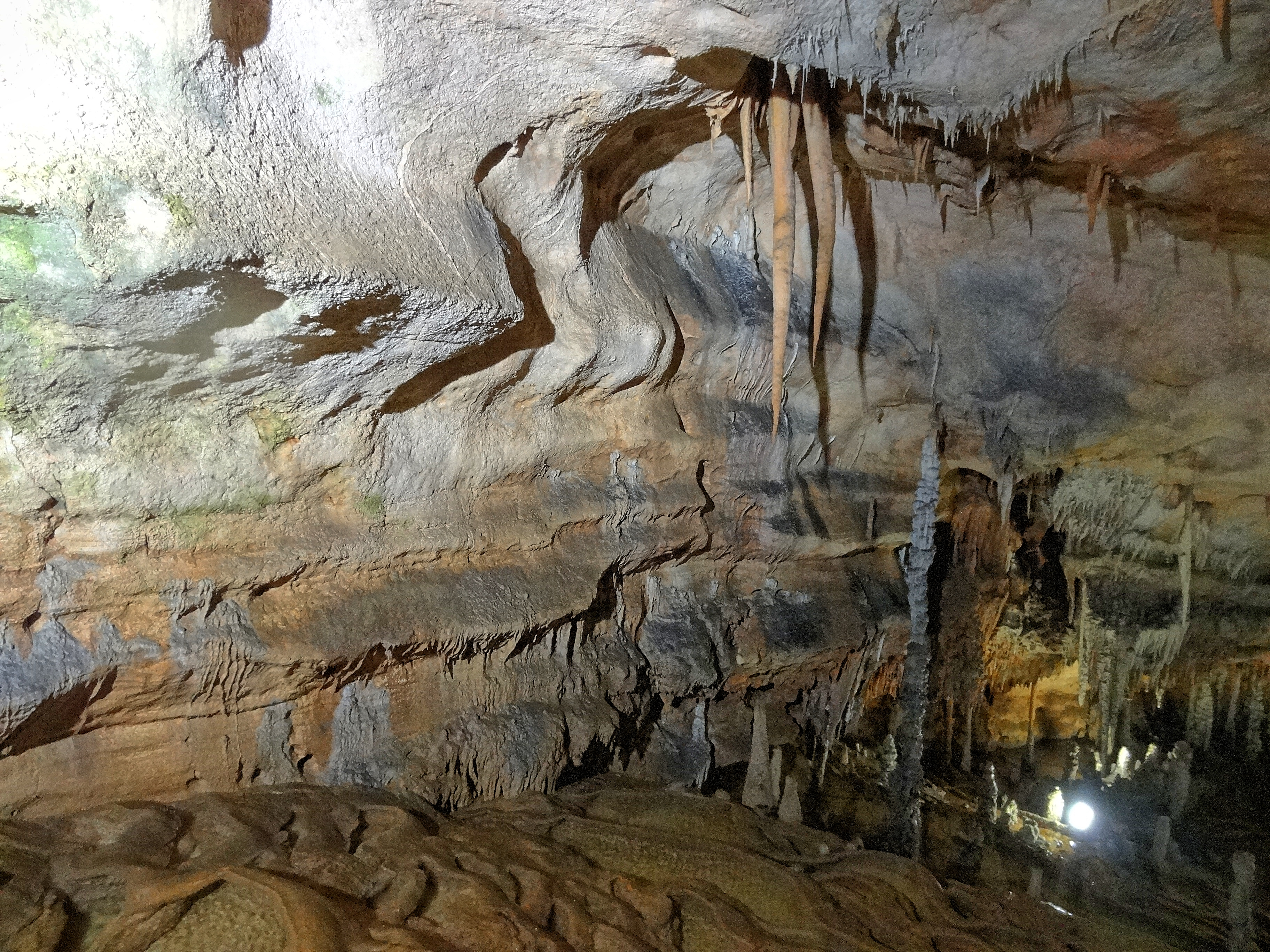
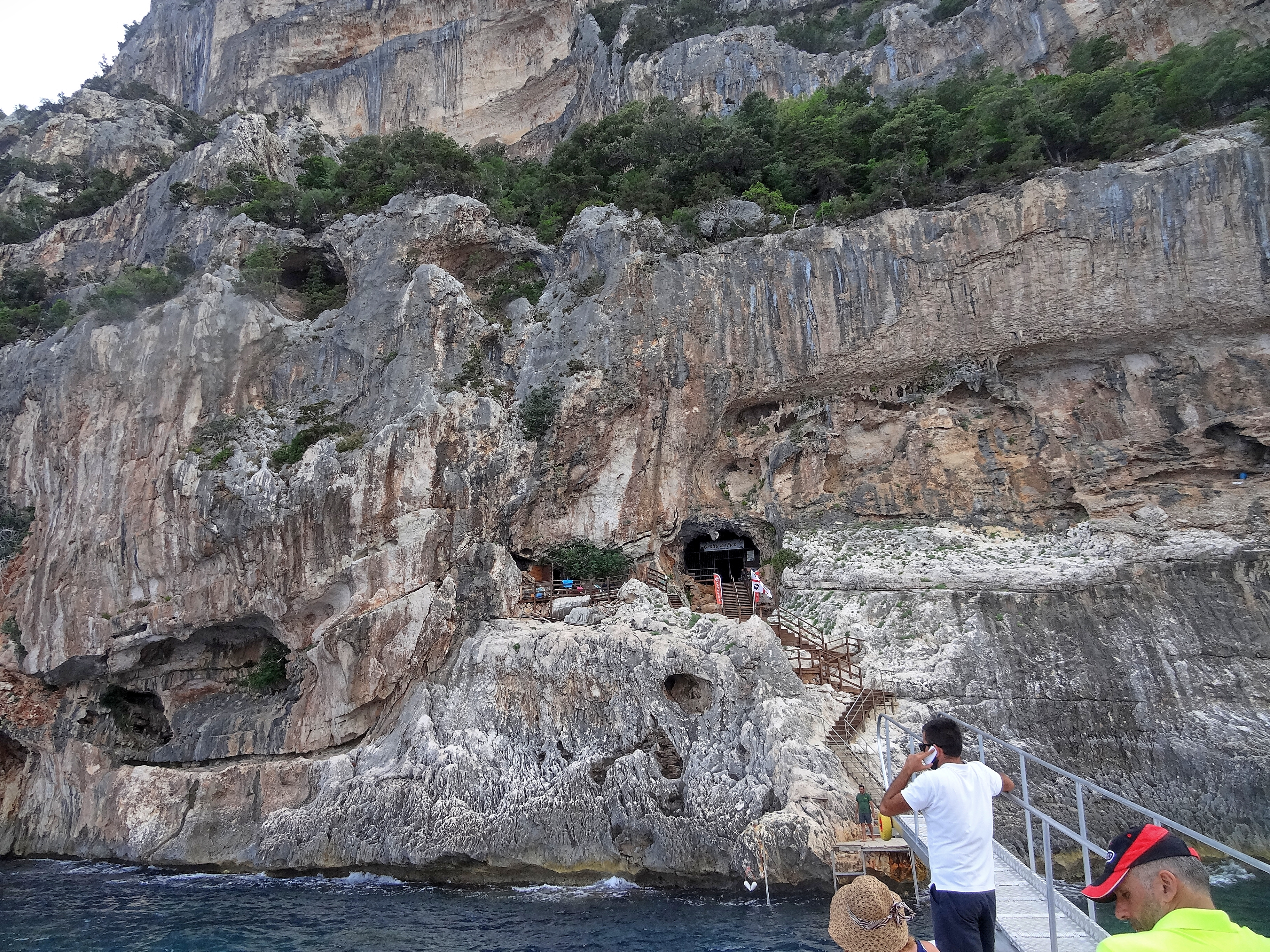